# معبد باربار
معبد باربار هو موقع أثري يقع في قرية باربار بالبحرين والذي يعتبر جزءا من ثقافة دلمون. تم اكتشاف أحدث ثلاث معابد في باربار من قبل الفريق الأثري الدنماركي في 1954. تم اكتشاف معبدين آخرين في نفس الموقع ويعود تاريخهما إلى 3000 قبل الميلاد. بنيت المعابد من كتل الحجر الجيري ويعتقد أن اقتطعت من جزيرة جدة.

## التاريخ
بنيت المعابد الثلاثة فوق بعضها البعض حيث بُني المعبد الثاني بعد المعبد الأول بخمسمائة سنة بينما بُني المعبد الثالث ما بين 2100 قبل الميلاد و 2000 قبل الميلاد.
يعتقد أن المعابد شيدت لعبادة الإله إنكي وهو إله الحكمة والمياه العذبة وزوجته نينهورساغ. يحتوي المعبد على مذبحين اثنين ومياه ينابيع طبيعية التي يعتقد أنها وجدت من أجل زيادة الروحانية للمصلين. أثناء الحفر في الموقع عثر على العديد من الأدوات والأسلحة والأواني الفخارية والقطع الصغيرة من الذهب والتي هي الآن على معروضة في متحف البحرين الوطني. كان الاكتشاف الأكثر شهرة رأس ثور من البرونز.
الموقع هو على القائمة المؤقتة للتراث العالمي لليونسكو.

## علم الآثار
اكتشف الموقع من قبل ب. ف. غلوب في 1954. قاد فريق الحفريات الدنماركي هيلموت أندرسن وبيدير مورتنسن الذي بدأ من ذلك العام وامتد حتى عام 1962. العمل في الموقع استؤنف في 2004.

## المعبد الأول
بِني المعبد الأول وهو الأقدم على منصة مستطيلة الشكل تقريبا تبلغ 25 متر طولا ومن 16 متر إلى 18 متر عرضا. شُيّد هذا المعبد في الأصل على سرير من الرمال النظيفة والذي يبدو أنه قد تم توحيده من قبل طبقة من الطين الأزرق. تمت تغطية المعبد بطبقة ثانية من الرمل النظيف.
بُني المعبد في الأساس من الطين ويتكون من بئر مقدس وهو مغتسل للطهارة مبني من قوالب جيرية فوق ينبوع ماء طبيعي. وهذا البئر مثلها كمثل الضريح الرئيسي قدس الأقداس في وسط مجمع المعابد حيث كان موضعا مقدّسا لكونه يمثل بالفعل المدخل الذي يمكن من خلاله الوصول إلى الآلهة نفسها. عثر على العشرات من كؤوس الطين في مجموعات منفصلة تحتوي كل منها على سبعة أكواب التي كانت مكسورة ودفنت ضمن أسس الشرفة. كما أودعت القطع النحاسية في أكوام صغيرة أو منفردة. في الركن الجنوبي الغربي من هذا المعبد أدت الخطوات إلى الوصول إلى بئر مربع الشكل. احتفظ بالشرفة التي يبلغ ارتفاعها متران مع بقايا الضريح على شكل شبه منحرف في الوسط والغرف المجاورة. بُنيت من أول حجر بحريني محلي. العبادة تمتاز ميزات بضريح تحت الأرض وبئر مقدس وقاعة التضحية البيضاوية.

## المعبد الثاني
المعبد الثاني هو الأكثر معيشة مع وجود الجدران الاستنادية والمدرجات القاسية ففي المرحلة الأولى بنيت الشرفة البيضاوية بالحجر المحلي ولكن بعد التوسعة بنيت من الحجر الجيري التي اقتطعت باليد بشكل أنيق من جزيرة جدة وأتي بها عن ظهر قارب. المهارة التي تم تنفيذ بها هذه المهمة يمكن رؤيتها بوضوح في جدران المعبد وخصوصا حول البئر المقدس. إن المذبح الدائري المزدوج ومائدة القرابين بنيت في وسط الضريح. إلى الجنوب كانت هناك ثلاثة أحجار للعبادة على شكل مراسي للسفن التجارية. الحجر المركزي يحمل رأس حيوان جاحظ مثل الموجود في الأختام. كنز المعبد يوجد في في حفرة في الزاوية الشمالية الشرقية. الشرفة المركزية مبنية من قطع الحجر مع رصفه. المباني الصغيرة تتجمع حوله وتغطي بقية الشرفة. لم تكن هناك مبان على الشرفة الخارجية البيضاوية ولكن كانت المذابح ورموز العبادة مرئية. اسطوانة حجر تقع إلى الجنوب مع ثلاث ركائز كانت تقع بالقرب من الجدار الشمالي الغربي. صف مزدوج من القاعدة الحجرية مصطفة على جانبي الدرج من الشرفة العليا. القاعدة الحجرية كان تتكون من ثقبين بشكل مربع مصطفة مع ورقة من البيتومين والنحاس مسمرة على الخشب. يوجد عمودين من النحاس منقوش عليهما شعارات إلهية مثل الموجودة على الأختام، أو ربما التماثيل الخشبية. من الشرفة المركزية يوجد درج الاحتفالية يؤدي إلى ضريح تحت الأرض حيث جرت مراسم عبادة المياه في ذلك المكان. في منتصف طريق أسفل الدرج كان مدخل الدرج مسقوف. النبع الذي يملأ البركة ربما يفسر تحديد موقع المعبد في باربار. يسكب الماء من وعاء حجري مثقوب بجانب الحجر خط نصف دائري على عتبة غرفة بالقرب من الحوض الجاف. بنيت قنوات حجرية عميقة تجاه المعبد لمرور المياه إلى الحقول والحدائق المحيطة.
يتم تفسير هذا المزار تحت الأرض باعتباره رمز أبزو وهو دار إنكي إله الحكمة والمياه العذبة. يعتقد أن أبزو هي هاوية المياه العذبة في المحيطات. ورد ذكر معبد أبزوس في النصوص المسمارية في بلاد ما بين النهرين. شرق المعبد وضعت قاعة الأضاحي البيضاوية المرتبطة مع منصة المعبد المركزية المنحدرة من معبد وسلم. تمت تغطية أرضية القاعة بالرماد وعظام أضحيات البقر والغنم.

## المعبد الثالث
استخدم المعبد الثالث اعتبارا من القرون الأولى من الألفية الثانية وكان أكبر من سابقيه. لا يزال الجدولين الدائريين من الحجر يقطع المذبح المنخفض وبينهما فناء. توجد ثلاث كتل من الحجر المثقوب. يعتقد أن هذه كانت نقطة ربط الأضاحي. يبلغ مساحة شرفة المعبد الثالث حوالي 30 متر مربع.

## نظرية الدكتور ك. لوغناثان
وفقا للدكتور ك. لوغناثان فإن كلمة بربر تعود في الأصل إلى كلمة باربار حسب لغة التاميل من جنوب الهند. باربار هو اسم آخر لإله التاميل المقدس سيفا. أيضا يعود أصل ديل مون السومرية إلى الاسم التاميلي تيلاي مانرو وهو ما يعني مكان مانرو حيث تتجسد الأرواح للحصول على جسد جديد. لتمييز المفهوم الميتافيزيقي لكلمة تيل مون من الناحية الجغرافية الشمال وهو ما ينطبق حتى على أسماء مثل تشيدامبارام.

## كتب في أحد كتب التاميل تشيدامبارام
أرض تيلاي مانرو (ديل مون) هو نقية ونظيفة ومشرقة. المكان الذي يوجد به سيفا (إنكي) مع زوجته نينهورساغ. المنطقة محاطة من قبل أطفال منحنيين والحملان والثيران والأسود والفهود ونباتات الذرة والطيور المنقطة مثل الغربان. لا يحق سوى للأمير تغيير مسار القناة. توجد النساء والرجال الكبار في السن. العذارى اللاتي لا يسكبون المياه في المدينة لم يحق لهن الزواج. هو مكان نقي لهم.

## أنظر أيضا
- قلعة بو ماهر